# 阿歇特出版公司
阿歇特出版公司（法語：Hachette Livre，法語發音：[a.ʃɛt liːvʁ]）是一家法国出版社。它是一家综合性出版公司，法国最大的出版集团。它由L.阿歇特于1826年创立。其总部位于巴黎15区。 